# 谭克非
谭克非（1975年—），男，汉族，辽宁人，中华人民共和国政治人物，中国人民解放军大校。曾就讀於解放军外国语学院並獲北京大学法学院法律硕士学位。现任中华人民共和国国防部新闻局副局长、国防部新闻发言人。